# Trouble Maker (EP)
Trouble Maker è il primo EP del duo sudcoreano Trouble Maker, pubblicato nel 2011 dall'etichetta discografica Cube Entertainment insieme a Universal Music Group.

## Antefatti
Il 24 novembre 2011, la Cube Entertainment annunciò che HyunA e Hyunseung avrebbero formato una sotto-unità, chiamata ufficialmente "JS & Hyuna"; Hyunseung rivelò sul suo Twitter il suo nuovo nome d'arte per il duo, Jay Stomp. L'agenzia rivelò, inoltre, delle foto del duo vestiti in abiti neri, e il titolo del disco. Il 26 venne rivelata la tracklist e un audio teaser. Il 28 e il 29 novembre furono pubblicati due video teaser. L'EP uscì il 1º dicembre 2011, con il video musicale della title track. La sotto-unità si esibì ai Mnet Asian Music Awards del 2011 per promuovere ulteriormente il disco con un ballo provocatorio, tanto da far smentire alla Cube che il bacio che c'era stato tra i due non era sulle labbra, ma sulla guancia; i due si esibirono il 6 dicembre anche nel United Cube a Londra e, una settimana dopo, in Brasile. Iniziate le promozioni con il brano "Trouble Maker" nei programmi M! Countdown, Music Bank, Show! Music Core e Inkigayo, un gran numero di fan si lamentarono della coreografia sexy e provocante, costringendo il duo a cambiarla a partire dal 9 dicembre. Nonostante questo, vinsero il massimo dei premi, tre, al M! Countdown, al Inkigayo e al Music on Top. La canzone debuttò al primo posto sulla Gaon Singles Chart e al secondo sulla Billboard K-Pop 100. Al 31 dicembre 2012, la canzone ha superato i 4 408 787 download.
Sin dall'inizio, i Trouble Maker hanno ottenuto un successo immediato, infatti numerose celebrità hanno fatto la parodia di "Trouble Maker", come Kahi e l'attore Kim Jung-tae in Dream High 2. Dalle trasmissioni, ai concerti, ai premi annuali, è comune vedere parodie del duo, che mostrano quanto è grande l'impatto di HyunA e Hyunseung sul settore.

## Tracce
1. Trouble Maker – 3:40 (Shinsadong Tiger, Rado)
2. The Words I Don't Want To Hear (듣기 싫은 말) – 3:26 (Rado)
3. Time – 3:30 (Rado) – HyunA feat. Rado
4. Don't You Mind (아무렇지 않니) – 2:59 (Chun Goon) – Hyunseung solo

Durata totale: 13:35

## Certificazioni
Corea del Sud
(vendite: 36 427+)

## Formazione
- Hyunseung – voce
- HyunA – voce, rapper

## Classifiche
| Classifica (2011) | Posizione massima |
| ----------------- | ----------------- |
| Corea del Sud     | 2                 |